# Honda Civic Tour
Honda Civic Tour – coroczna trasa koncertowa sponsorowana przez Honda Motor Company, odbywająca się od 2001 roku.